# Dave Ottley
David Charles „Dave” Ottley (ur. 5 kwietnia 1955 w Thurrock) – brytyjski lekkoatleta specjalizujący się w rzucie oszczepem.
Wicemistrz olimpijski z Los Angeles – uzyskał wówczas wynik 85,74 m. Był też uczestnikiem igrzysk olimpijskich w Moskwie i Seulu, ale nie zdobył na nich żadnego medalu. W 1977 zdobył srebrny medal uniwersjady. W roku 1986 z rezultatem 80,62 m wywalczył złoty krążek igrzysk Wspólnoty Narodów. Rekord życiowy: 90,70 m starym modelem oszczepu (12 czerwca 1985, Loughborough) i 78,64 m nowym modelem (29 sierpnia 1987, Rzym).